# Campionato asiatico 1997 (hockey su pista)
Il Campionato asiatico di hockey su pista 1997 è stata la sesta edizione della massima competizione asiatica per le rappresentative di hockey su pista maschili maggiori e fu organizzata dalla CARS. La competizione si è svolta a Gangneung in Corea del Sud. 
La vittoria finale è andata alla nazionale di Macao che si è aggiudicata il torneo per la terza volta nella sua storia.

## Formula
Il campionato asiatico 1997 vide la partecipazione di quattro nazionali asiatiche. La manifestazione fu organizzata tramite un girone all'italiana con gare di sola andata; erano assegnati due punti per l'incontro vinto, un punto a testa per l'incontro pareggiato e zero la sconfitta. Al termine del torneo la squadra prima classificata venne proclamata campione d'Asia.

## Squadre partecipanti
| Squadra  | Partecipazioni precedenti al torneo |
| -------- | ----------------------------------- |
| Giappone | 5 (1985, 1987, 1989, 1991, 1995)    |
| India    | 5 (1985, 1987, 1989, 1991, 1995)    |
| Macao    | 4 (1987, 1989, 1991, 1995)          |
| Pakistan | 2 (1989, 1995)                      |

Nota bene: nella sezione "partecipazioni precedenti al torneo" le date in grassetto indicano la squadra che ha vinto quell'edizione del torneo

## Svolgimento del torneo

### Classifica finale
| Pos | Squadra  | Pt | G | V | N | P | GF | GS | DG |
| --- | -------- | -- | - | - | - | - | -- | -- | -- |
| 1.  | Macao    | ?  | ? | ? | ? | ? | ?  | ?  | ?  |
| 2.  | Giappone | ?  | ? | ? | ? | ? | ?  | ?  | ?  |
| 3.  | India    | ?  | ? | ? | ? | ? | ?  | ?  | ?  |
| 4.  | Pakistan | ?  | ? | ? | ? | ? | ?  | ?  | ?  |